# Synchronisation des ondes cérébrales

## Phénomène neurologique
La synchronisation des ondes cérébrales est le phénomène observé lorsqu'un stimulus (auditif ou visuel) augmente la puissance d'un rythme cérébral souhaité.
La synchronisation par stimulation auditive a été démontrée par de nombreuses études scientifiques. En 2018, une étude parue dans Biomedical Signal Processing and Control a démontré par électroencéphalogramme que la puissance relative du rythme thêta dans les lobes temporal gauche et pariétal gauche augmente à partir de 6 minutes de stimulation par battement binaural. Prolonger la stimulation résulte en une synchronisation plus importante. Celle-ci commence à diminuer après 15 minutes d'écoute. Une étude des universités de Stanford, Montréal et Toronto a également observé que la synchronisation par battement acoustic/binaural est plus importante dans les bandes de fréquences inférieures à 10Hz (alpha, thêta et delta) et supérieures à 30Hz (gamma).

## Réduction de l'anxiété
La stimulation auditive des rythmes alpha, thêta et delta résulte en une réduction significative de l'anxiété,,,,,,. Elle permet d'apaiser l'anxiété au quotidien et en situation pré-chirurgicale. Cet effet a été observé via des questionnaires psychologiques, ainsi que par des indicateurs psychophysiologiques tels que la variabilité cardiaque et l'activation du système nerveux parasympathique.

## Autres effets
Certaines études ont démontré d'autres effets de la synchronisation cérébrale :
- diminution de la fatigue mentale[12].
- amélioration des performances cognitives[13],[14],[15].
- diminution de la perception de la douleur chronique[16].

## Mythes
Certains créateurs de streams audio revendiquent des effets mystiques tels que l'induction de rêves lucides et la projection astrale. Ces effets n'ont été démontrés par aucune étude. L'apanage mystique de la synchronisation des ondes cérébrale est possiblement dû à son effet relaxant. En effet l'induction du rythme thêta réplique l'activité cérébrale observée lors de la méditation bouddhiste traditionnelle, ce qui l'a rendue populaire auprès du public new age avant que ces effets ne soient vérifiés de manière rigoureuse.